# Spurenbild
Das Spurenbild ist in der Kriminalistik die faktische Gesamtschau aller Spuren nach einer kriminaltechnischen Untersuchung durch die Kriminalpolizei, hilfsweise auch der Schutzpolizei. 
Das Spurenbild kann im Ermittlungsverfahren (bei Straftaten) Aufschluss über den Tathergang (z. B. Kampfspuren) oder den Täter (z. B. Häufung von gleichen Fingerabdruckspuren) geben und dient letztlich dem Nachweis der Täterschaft vor Gericht.
Spurenbilder setzen sich zusammen aus der Spurensicherung, der Spurenauswertung und der logischen Zusammenführung mit tatrelevanten Fakten.
Spurenbilder sind keine Bilder (Fotografien/Grafiken), sondern spiegelt den Status einer Ermittlung als eine Reihe von Erkenntnissen (Fakten) wider.